# Ray Alex
Ray Alex, född 1963 i Huddinge församling, Stockholm, är en hårdrocksmusiker.

## Karriär
- 1977: Första singeln gavs ut av EFEL grammofon ab "Ninni"
- 1978: Bildade hårdrockbandet Neptune tillsammans med Tommy Mikk
- 1981: Andra singeln släpptes "Stay with me tonight", tillsammans med Johnny Sylwan,(KSMB) (Sidoprojekt)
- 1986: LP "Land of Northern" spelades in med Neptune, med medlemmarna Rowland Alex, Tommy Mikk, Anders Olsson, Johhny Oyster. Producerad i Soundtrade Studios i Solna, producerad av Alar Suurna.
- 1988: Sångare i hårdrockbandet Glory, med medlemmarna  Jan Granwick (gitarr), Andy Loos (bas), Jonas Sandkvist (keyboard), Matt Driver (trummor). Producerad av Mats Lindfors. Bozz: LP; BOS 1007 (Sweden Singeln I'm Hurt) och "Danger in this game".
- 1989: Påtänkt som sångare till Yngwie Malmsteen.
- 1991: Medlem i bandet West End, Mark Tysper, Singel "Girls In Black Cars" Producerad av Mark Tysper.
- 1992: Var med och startade bandet JAR, CD album "In Truth We Trust" 2000. Medlemmar: Jan Andersson, Anders Olsson.
- 2005: Bonusspåret Dreams är det sista som JAR SWEDEN spelar in. (Remastrad 2017)
- 2017: Neptune återuppstod med originalmedlemmarna.